# Waza medycejska
Waza medycejska, Waza Medici – starożytna grecka waza marmurowa, znajdująca się w zbiorach florenckiej Galerii Uffizi.
Waza, mająca postać wielkiego krateru o wysokości 1,73 m, jest dziełem anonimowego antycznego artysty tworzącego w stylu neoattyckim Jej dokładne pochodzenie jest nieznane, pierwsza wzmianka na jej temat pochodzi z 1598 roku, kiedy to poświadczona jest w katalogu dzieł znajdujących się w rzymskiej Willi Medici. W 1780 roku została przewieziona do Florencji, gdzie umieszczono ją w zbiorach Galerii Uffizi. Waza była podziwiana przez licznych nowożytnych artystów i doczekała się wielu kopii w marmurze, brązie, ceramice czy żelazie.
Waza ozdobiona jest motywem w postaci liści akantu oraz reliefami figuralnymi, przedstawiającymi trzech mężczyzn (młodzieńca, dorosłego i starca) oraz dwóch wojowników stojących przed posągiem bogini, z towarzyszącą im postacią ukazaną w pozie błagalnika. Na temat symboliki reliefu wysuwano liczne teorie, obecna jego forma została jednak częściowo zniekształcona w trakcie wykonanych w czasach nowożytnych renowacji zabytku. Dokonujący renowacji artysta zinterpretował ukazaną scenę jako ofiarowanie Ifigenii przez Agamemnona przed posągiem Artemidy w Aulidzie, oryginalnie mogła ona jednak przedstawiać coś innego.